# Alicja Szemplińska
Alicja Maria Szemplińska, nota semplicemente come Alicja (Ciechanów, 29 aprile 2002), è una cantante polacca.
Avrebbe dovuto rappresentare la Polonia all'Eurovision Song Contest 2020 con il brano Empires, poi cancellato a causa della pandemia di COVID-19.

## Biografia
Alicja Szemplińska si è avvicinata alla musica da bambina, quando ha iniziato a prendere lezioni di canto e a cantare nel coro della chiesa locale. All'età di 12 anni si è iscritta a lezioni di canto professionale.
È salita alla ribalta nel 2016, con la sua partecipazione e vittoria al talent show Hit, Hit, Hurra!, trasmesso su TVP2. Nel 2019 ha partecipato alla decima edizione di The Voice of Poland, che ha finito per vincere. Come ricompensa ha ottenuto un contratto con l'etichetta discografica Universal Music Polska, con la quale ha pubblicato il suo singolo di debutto, Prawie my.
A febbraio 2020 ha partecipato alla prima edizione di Szansa na sukces - Eurowizja, il processo di selezione polacco per l'Eurovision Song Contest 2020. Dopo aver vinto la semifinale, nella finale del 23 febbraio ha presentato il suo inedito eurovisivo Empires. Ha ottenuto il consenso sia della giuria che del pubblico e ha vinto il programma, diventando ufficialmente la rappresentante eurovisiva polacca. Tuttavia, il 18 marzo 2020 l'evento è stato cancellato a causa della pandemia di COVID-19.
Nel febbraio 2023 è stata annunciata la sua partecipazione a Tu bije serce Europy! Wybieramy hit na Eurowizję, il nuovo processo di selezione del rappresentante polacco all'Eurovision Song Contest, dove ha presentato l'inedito New Home, con cui si è classificata al 6º posto su 10 partecipanti.

## Discografia

### Album in studio
- 2024 – Nie wracam

### Singoli
- 2019 – Prawie my
- 2020 – Empires
- 2020 – Gdzieś
- 2020 – Pusto
- 2020 – Kolęda dla nieobecnych
- 2020 – Na pamięć
- 2021 – Każda z nas
- 2021 – Ej, stop!
- 2021 – Spójrz (con Hodak)
- 2022 – IDK (con Duit)
- 2022 – Movin' On (con Ment)
- 2022 – W moim garażu (con Frank Leen)
- 2022 – Sekret
- 2022 – Stick Together
- 2023 – New Home
- 2023 – Loner
- 2023 – Ostatni dzień lata
- 2023 – Stój
- 2023 – Zaczekam (feat. Chloe Martini)
- 2024 – Spokojnie panowie
- 2024 – Nie wracam
- 2024 – Za dużo łez
- 2024 – W co ty dziś grasz? (con Hodak)
- 2024 – Napraw mnie (con Hodak e 2K)